# Antonio Gramsci

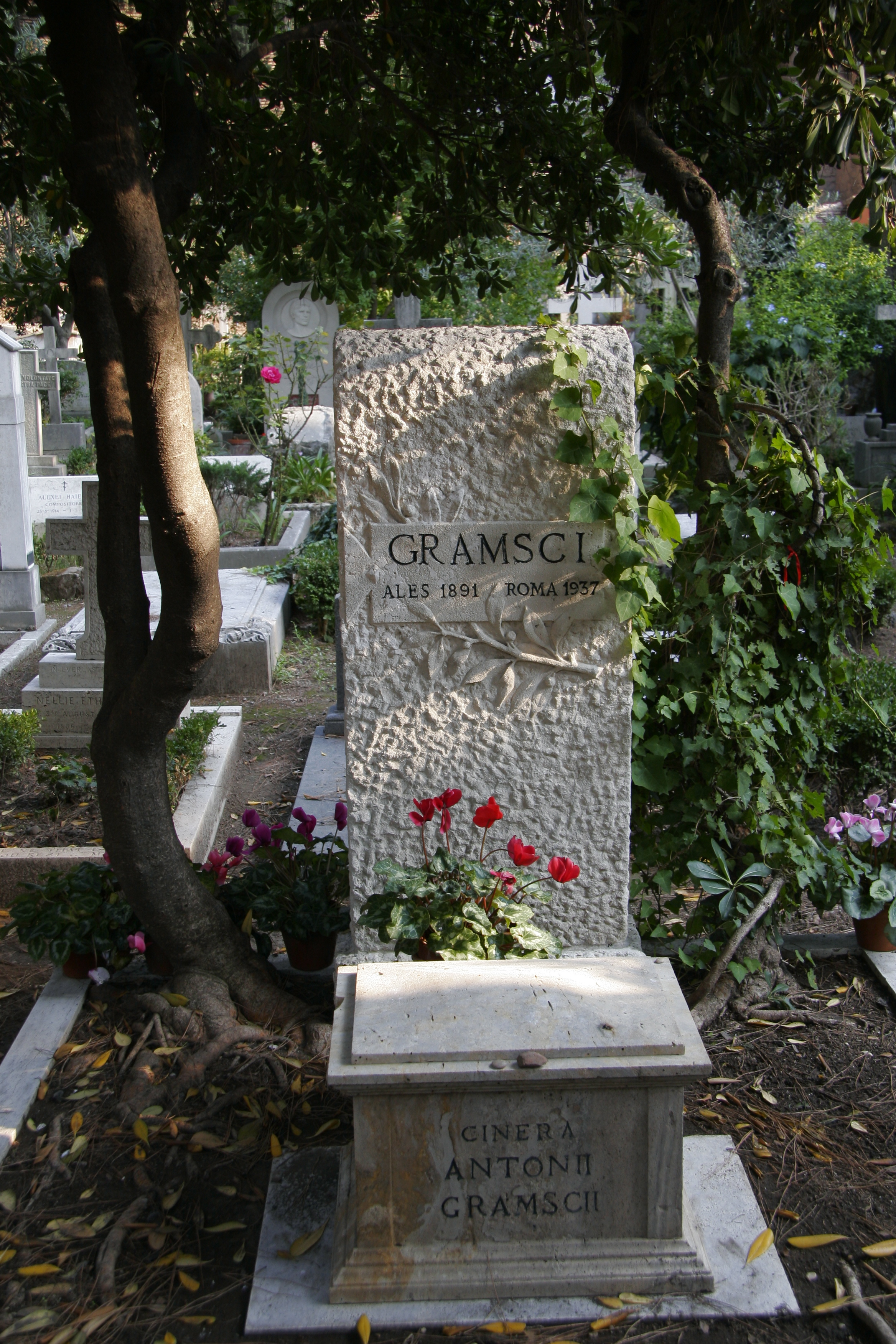
Gramscis grav på Cimitero acattolico di Roma, griftegården för icke-katoliker i Rom.

Antonio Francesco Gramsci [anˈtɔːni̯o ˈgramʃi Antonio Gramsci (fil)], född 22 januari 1891 i Ales på Sardinien, död 27 april 1937 i Rom, var en italiensk kommunistisk politiker och marxistisk filosof. 
Antonio Gramsci deltog 1921 i bildandet av Italienska kommunistpartiet (Partito Comunista Italiano, PCI). Gramsci kom, trots att han tillbringade cirka tio år som politisk fånge, i det fascistiska Italien att bli en av marxismens mest inflytelserika och betydelsefulla filosofer. Mest känd är Gramsci för utvecklingen av sina teorier kring kulturell hegemoni, som förklarar hur de dominerande klasserna härskar genom att producera medhåll.

## Biografi
Antonio Gramscis far, Francesco Gramsci, var överste i det bourbonska gendarmeriet, född i Gaeta 1860 i en albansk invandrarfamilj som hade kommit till Bägge Sicilierna (unionsriket Neapel och Sicilien) efter att revolutionen i Grekland brutit ut 1821. När Francesco Gramsci tjänstgjorde som statstjänsteman i Ghilarza på Sardinien gifte han sig med Giuseppina Marcias. Paret flyttade till staden Ales på ön, och fick där sju barn.
Antonio Gramsci började att 1920 utge tidningen Umanità Nova och deltog i fabriksockupationerna i Turin, där även anarkisten Errico Malatesta var aktiv.
År 1926 dömdes Gramsci till 20 års fängelse av den fascistiska Mussolini-regimen. I fängelset författade Gramsci sitt mest betydelsefulla verk, Quaderni del carcere ('Anteckningsböcker från fängelset', på engelska Prison Notebooks). Under tiden som politisk fånge blev Gramsci allt sjukare. Han frigavs 1937, men återhämtade sig aldrig och avled en dryg vecka efter frisläppandet.

## Teorier

### Hegemoni
Mest känd är Gramsci kanske för sina teorier om kulturell hegemoni. Han menade att det kapitalistiska samhället inte endast upprätthölls genom statens våld utan också på ett annat och mer sofistikerat sätt. Detta skulle vara den kultur varigenom borgarklassens sätt att tolka världen ses som något självklart. 

### Kollektiv vilja
För att vinna kampen om hegemonin krävs dels att en kollektiv vilja arbetas fram, dels att ett moraliskt ”sunt förnuft” etableras. Inget av detta kan implementeras uppifrån utan måste skapas av aktörerna i en kollektiv historisk process.
Arbetarklassen borde genom skapande och spridande av en egen klassbestämd kultur presentera ett alternativ till den borgerliga och därigenom få ett instrument för sin förståelse av verkligheten. Gramsci såg en accepterad arbetarkultur som en nödvändig förutsättning för att den borgerliga kapitalistiska staten skulle kunna ersättas av ett socialistiskt samhälle.